# Maël Hamon-Crespin
Pour les articles homonymes, voir Hamon et Crespin.
Maël Hamon-Crespin, né le 3 septembre 2004 à Saint-Herblain, France, est un joueur professionnel français de basket-ball évoluant en ProB, dans le club de Chalons-Reims Champagne basket .

## Biographie
Maël Hamon-Crespin commence le basket à l'âge de 10 ans dans le club de Thionville.
Lorsqu'il arrive dans sa deuxième année U15, il quitte le Stade lorrain université club Nancy basket pour rejoindre les rangs de l'INSEP (Institut national du sport, de l'expertise et de la performance) à Paris où il va rester pendant 3 ans, évoluant en NM1 (Championnat de France de basket-ball de Nationale masculine 1). A ses 18 ans, il part 4 mois aux Etats-Unis dans la fac de Washington State avant de revenir en France en janvier 2023. Il signe son premier contrat professionnel au Paris Basketball où il évolue à la fois avec l'équipe professionnelle et avec les Espoirs.
A l'été 2023, il signe au Saint-Chamond Basket Vallée du Gier.

## Clubs
2019-2022 : Pôle France 
2022-2023 : Paris Basketball (Espoirs et Betclic Elite)
2023-2024 : Saint-Chamond Basket Vallée du Gier 